# Osina (gromada)
Osina – dawna gromada, czyli najmniejsza jednostka podziału terytorialnego Polskiej Rzeczypospolitej Ludowej w latach 1954–1972.
Gromady, z gromadzkimi radami narodowymi (GRN) jako organami władzy najniższego stopnia na wsi, funkcjonowały od reformy reorganizującej administrację wiejską przeprowadzonej jesienią 1954 do momentu ich zniesienia z dniem 1 stycznia 1973, tym samym wypierając organizację gminną w latach 1954–1972.
Gromadę Osina z siedzibą GRN w Osinie utworzono – jako jedną z 8759 gromad na obszarze Polski – w powiecie nowogardzkim w woj. szczecińskim na mocy uchwały nr V/48/54 WRN w Szczecinie z dnia 5 października 1954. W skład jednostki weszły obszary dotychczasowych gromad Kikorze, Osina i Redło ze zniesionej gminy Długołęka oraz obszary dotychczasowych gromad Krzywice i Przyspólsko ze zniesionej gminy Mosty w tymże powiecie. Dla gromady ustalono 13 członków gromadzkiej rady narodowej.
1 stycznia 1962 do gromady Osina włączono miejscowości Bodzęcin i Redostowo ze zniesionej gromady Węgorza w tymże powiecie.
Gromada przetrwała do końca 1972 roku, czyli do kolejnej reformy gminnej. 1 stycznia 1973 w powiecie nowogardzkim utworzono gminę Osina (od 1999 gmina Osina znajduje się w powiecie goleniowskim w woj. zachodniopomorskim).